# 3МВ (космически апарат)
3МВ е серия автоматични междупланетни станции за изследване на Венера и Марс. Разработени са през 1962 – 1965 г. първоначално от конструкторското бюро на Сергей Корольов ОКБ-1, а към края на програмата от НПО на Лавочкин. За прототип на станцията служила серията 2МВ.

## Цели на програмата
Първоначално се планирало изпълнението на четири задачи, които се означавали с индекси:
- 3МВ-1 – кацане на Венера
- 3МВ-2 – изследване на Венера от орбита (в полет)
- 3МВ-3 – кацане на Марс
- 3МВ-4 – изследване на Марс от орбита (в полет). Впоследствие за някои серии целите на полета са изменени, но индекса им не е променян.

## Списък на стартовете
| Космически апарат | Дата (UTC)                | Ракета-носител | Име          | Номер по спътниковия каталог | NSSDC ID           | Резултат                                               |
| ----------------- | ------------------------- | -------------- | ------------ | ---------------------------- | ------------------ | ------------------------------------------------------ |
| 3МВ-1 № 1         | 11 ноември 1963 06:28:00  | Молния         | Космос 21    | NORAD ID 00687               | NSSDC ID 1963-044A | Авария на 4-та степен                                  |
| 3МВ-1 № 2         | 19 февруари 1964 05:47:40 | Молния-М       | Венера 1964А | -                            | -                  | Авария на 3-та степен                                  |
| 3МВ-1 № 3         | 27 март 1964 03:21:00     | Молния-М       | Космос 27    | NORAD ID 00770               | NSSDC ID 1964-014А | Авария на 4-та степен                                  |
| 3МВ-1 № 4         | 2 април 1964 02:52:00     | Молния-М       | Зонд 1       | NORAD ID 00785               | NSSDC ID 1964-016D |                                                        |
| 3МВ-3 № 1         | 16 ноември 1965 04:19:00  | Молния-М       | Венера 3     | NORAD ID 01733               | NSSDC ID 1965-092А | Частично успешна, отказ на системата за управление     |
| 3МВ-4 № 2         | 30 ноември 1964 13:12:00  | Молния-M       | Зонд 2       | NORAD ID 00945               | NSSDC ID 1964-078С | Загуба на връзката, неуправляемо прелитане около Марс. |
| 3МВ-4 № 3         | 18 юли 1964 14:38:00      | Молния-М       | Зонд 3       | NORAD ID 01454               | NSSDC ID 1965-056A | Получени са снимки от обратната страна на Луната.      |
| 3МВ-4 № 4         | 12 ноември 1965 05:02:00  | Молния-М       | Венера 2     | NORAD ID 01730               | NSSDC ID 1965-091А | Частично успешна, отказ на системата за управление.    |
| 3МВ-4 № 6         | 23 ноември 1965 03:22:00  | Молния-М       | Космос 96    | NORAD ID 01742               | NSSDC ID 1965-094A | Авария на 3-та степен                                  |